# Костелецкий, Винсенц Франц
Костелецкий (чеш. Vincenz-Franz Kosteletzký, 1801—1887) — профессор медицинской ботаники в Праге, один выдающихся специалистов своего времени.
Изучал медицину в Праге, в 1842 году удостоен докторской степени. Работал помощником Иоганна Кристиана Микана, затем, после отставки Микана в 1831 году, сменил его в профессорской должности. В 1852—53 и 1868 годах был ректором университета. С 1872 — профессор-эмерит. Учеником Костелецкого был Франц Кейль. 

## Сочинения
- «Clavis analytika in Floram Bohemiae phanerogamicam» (Прага, 1824)
- «Allgemeine medicinische pharmaceutische Flora» (6 тт., Прага, 1831—1836)
- «Index plantarum horti caesarei regii botanici Pragensis» (Прага, 1844).

## Имя Костелецкого в таксономии

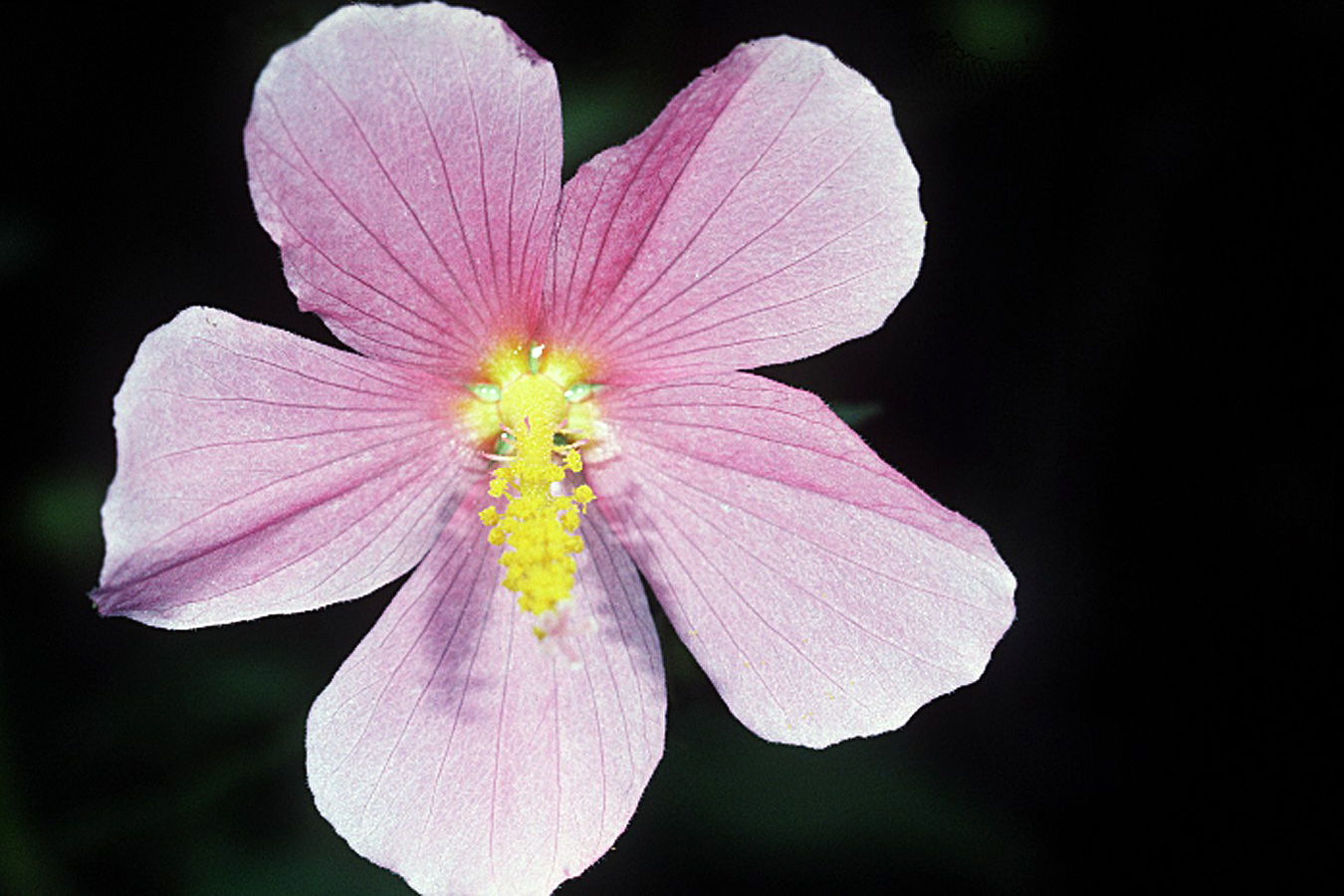
Kosteletzkya

В честь Костелецкого назван род растений Kosteletzkya C.Presl семейства мальвовые